# Briqueterie Herget
La briqueterie Herget à Malá Strana est un bâtiment historique de Prague datant de 1781. Il est situé rue Cihelná dans le quartier historique de Malá Strana à Prague 1. Le bâtiment abrite le musée Franz Kafka, un restaurant, des espaces d'exposition et plusieurs logements. Le bâtiment est protégé comme monument culturel tchèque.

## Histoire

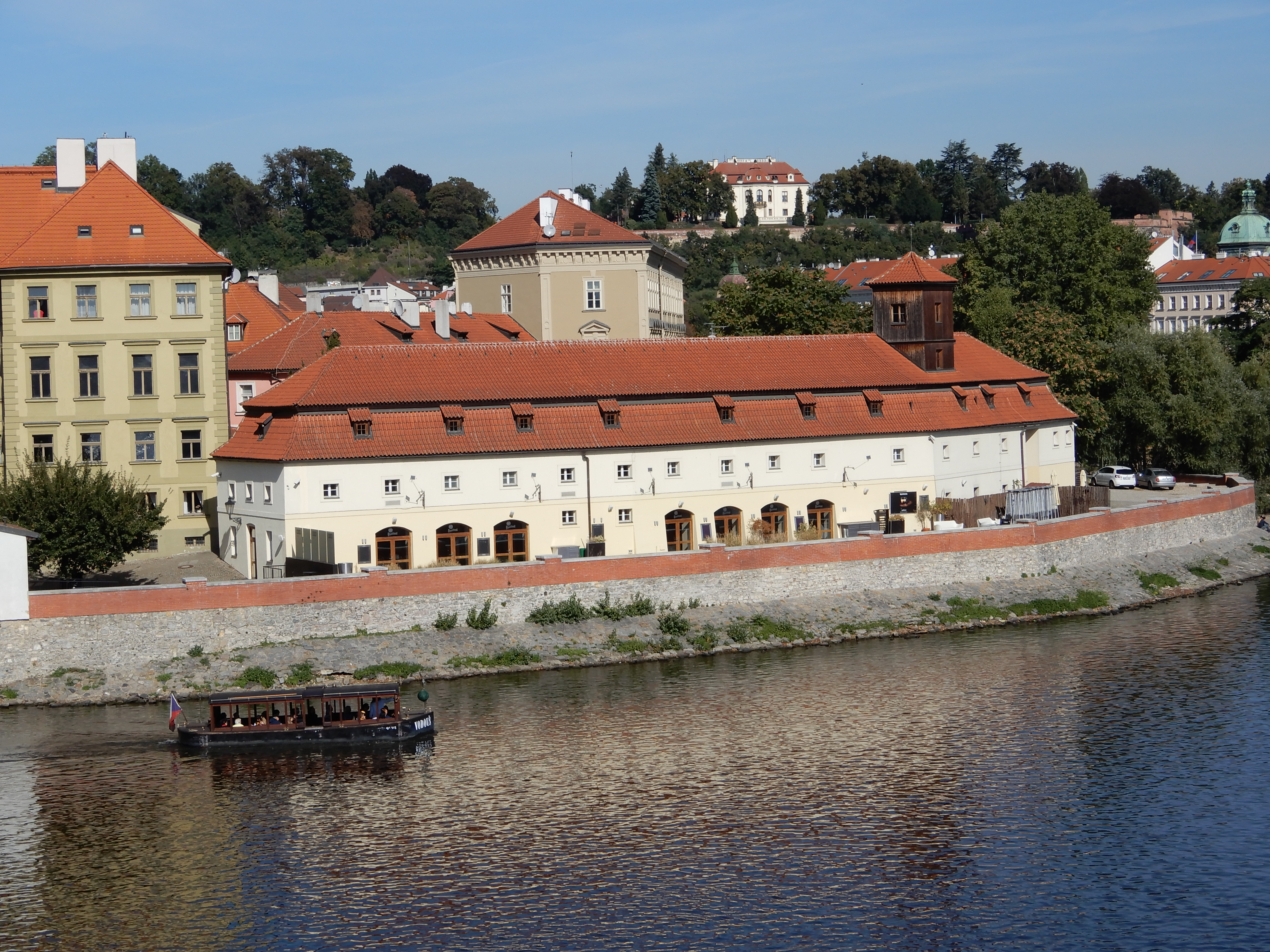
La briqueterie Herget depuis le pont Charles

Le document pictural le plus ancien est un plan de cette partie de Malá Strana réalisé par Samuel Globice de Bučín de 1678. Il y avait des maisons séparées, dont celle de l'ouest était décrite en 1653 comme « les nécessiteux, les héritiers de Vilém Gilte » et l'autre était « la taverne de Vavřinec Luftenegra ». A la fin du XVIIIe siècle elles furent achetées par l'ingénieur František Antonín Linhart Herget qui construisit une briqueterie à leur place, dont les bâtiments de style baroque étaient déjà achevés en 1781. L'ensemble comprenait deux fours à chaux, un entrepôt à chaux et un entrepôt à plusieurs étages avec une tour en bois. En 1787, la briqueterie fut achetée par Josef Zobel et F. Schmidt et selon les plans de Zobel, le bâtiment fut radicalement reconstruit en style classique en 1796. En 1840, l'exploitation dut être interrompue en raison du risque d'incendie, mais après modifications, l'exploitation reprit. Dans les années 1857-1858, le bâtiment baroque de la briqueterie fut à nouveau reconstruit dans un style classique. En 1894, les fenêtres d'origine ont été remplacées par des fenêtres néo-Renaissance. Au début du XXe siècle, le bâtiment de la briqueterie n'était utilisé que comme entrepôt, garage pour les voitures historiques et ateliers. En 1936, toute la partie nord du bâtiment fut démolie, et deux ans plus tard le pilier d'entrée, qui fut remplacé par un nouveau selon le plan original. Les restes du four rond sous le belvédère à piliers et de la tour en bois sur le toit du bâtiment de production ont été conservés. Le 7 juin 1995, le bâtiment vétuste est incendié.

## Reconstruction

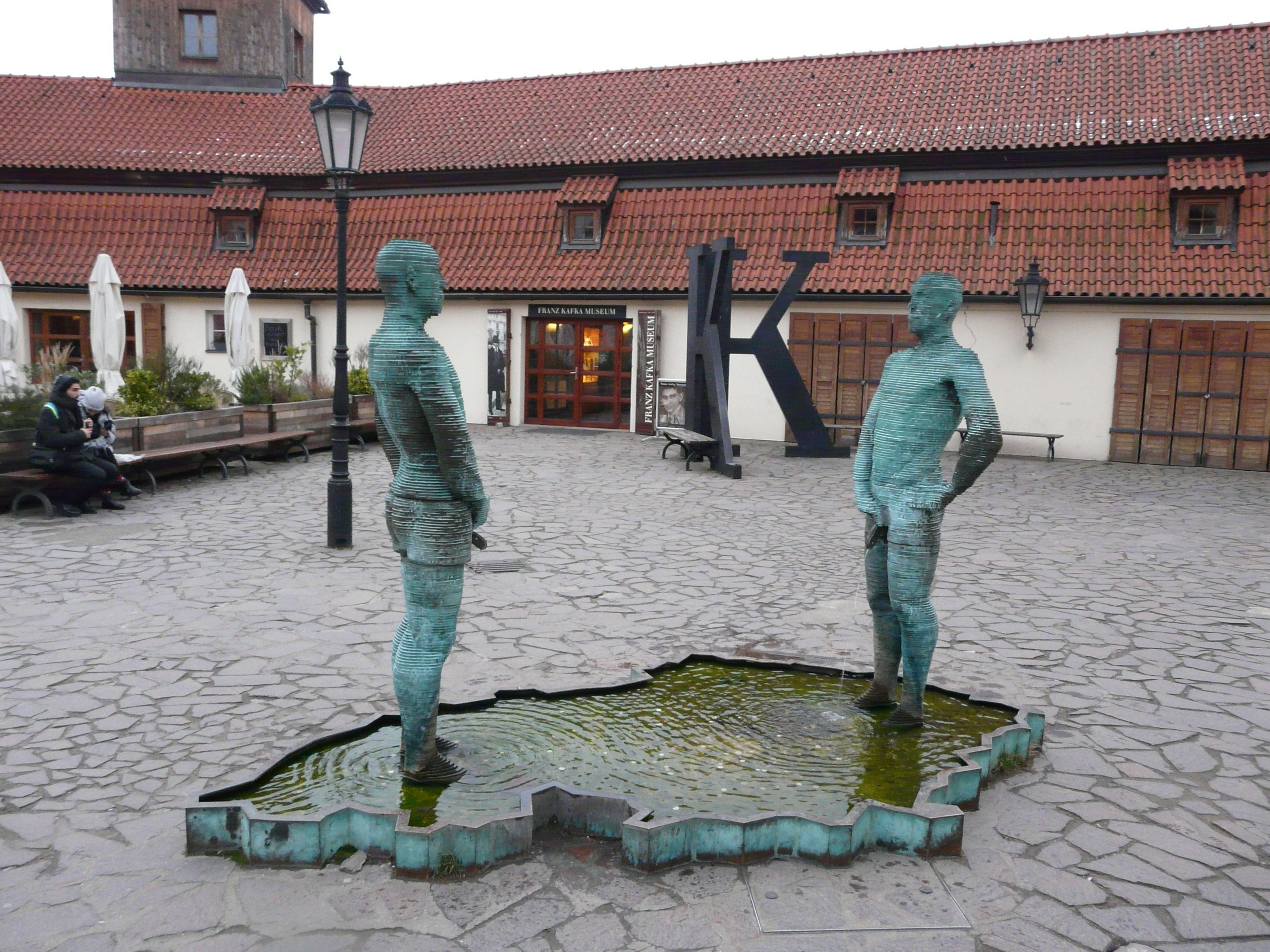

Le propriétaire du bâtiment, le district municipal de Prague 1, a décidé que l'ancienne briqueterie (si caractéristique de l'horizon de Prague) serait restaurée en tant que monument historique rare. La municipalité a loué la briqueterie d'Herget pour trente ans à la société suisse Immovision Praha, qui a reporté la reconstruction puis a arbitrairement démoli les voûtes baroques de l'intérieur de sorte qu'il ne reste que la maçonnerie extérieure du bâtiment. En 2002, les inondations de la Vltava ont eu lieu. En 2003, le bâtiment de la briqueterie Herget est mis en service. Un espace d'exposition a été créé sous le toit mansardé.

## Attractions
La fontaine Hommes pissant, créée par l'artiste tchèque David Černý en 2004, est installée devant le musée Franz Kafka.